# Las Ketchup
Las Ketchup sono un gruppo musicale spagnolo composto inizialmente da tre sorelle, Lola, Pilar e Lucía Muñoz, e in seguito da quattro, con l'arrivo di Rocío Muñoz. Sono figlie di Juan Muñoz, un chitarrista di flamenco noto come El Tomate e provengono da Cordova, in Andalusia.
Hanno riscosso un grande successo a livello mondiale con il singolo Aserejé, tormentone estivo del 2002 di gran successo commerciale. Successivamente hanno partecipato al Festival di Sanremo 2004 insieme a Danny Losito con il brano Single e all'Eurovision Song Contest 2006 con Un Blodymary.
Il loro album di debutto, Hijas del Tomate, e il seguente, Un Blodymary, non ottennero però il successo sperato, rendendo il gruppo un one-hit wonder.

## Storia
Hanno debuttato nell'estate del 2002 con l'album Hijas del Tomate, nome ispirato dalla loro discendenza paterna, accompagnato dal primo singolo, la fortunatissima canzone Aserejé, che ebbe un successo enorme in tutto il globo nella stagione estiva di quell'anno divenendo uno dei più noti tormentoni estivi degli anni duemila, grazie alle sonorità fresche e una semplice coreografia eseguita nel video musicale del brano, molto programmato dalle emittenti televisive. La canzone venne proposta anche in lingua inglese con il titolo The Ketchup Song. Tutto questo successo tuttavia non permise all'album di avere grosse vendite all'infuori della Spagna. Dopo il successo di Aserejé venne estratto il secondo singolo Kusha las payas, solo in Spagna.
In seguito nel gruppo si aggiunge la quarta sorella, Rocío. Le ragazze hanno dichiarato che in realtà Rocío ha sempre fatto parte del gruppo ma non ha partecipato al debutto perché era in maternità.
Sono tornate sulle scene musicali italiane solamente durante il Festival di Sanremo 2004, al quale hanno preso parte duettando con Danny Losito per la canzone Single.
Nel 2006 hanno rappresentato la Spagna all'Eurovision Song Contest 2006 (scelta interna da parte dell'emittente televisiva TVE) con la canzone Un Blodymary, classificandosi a un deludente ventunesimo posto con 18 punti. Contemporaneamente è uscito il singolo del brano e l'omonimo album, che pure hanno un riscontro non esaltante. Pur non avendo pubblicato altri lavori, sono spesso ospiti in varie parti del mondo. In Italia, sono riapparse nel 2010 e nel 2023 durante una puntata della trasmissione RAI I migliori anni. Si sono poi esibite al Melodifestivalen 2016 come interval act della prima semifinale, e nuovamente in RAI all'ultima puntata di Furore 20 years.
A giugno 2020 pubblicano il singolo Grisbi Summer Mania in collaborazione con Valeria Rossi, brano che pubblicizza il noto marchio alimentare.

## Formazione
- Lucía Muñoz González (2001-2007) (2016- In corso)
- Dolores "Lola" Muñoz González (2001-2007) (2016- In corso)
- María Pilar Muñoz González (2001-2007) (2016- In corso)
- Rocio Muñoz González (2005-2007) (2016- 2017)

## Discografia

### Album in studio
- 2002 – Hijas del Tomate
- 2006 – Un Blodymary

### Singoli
- 2002 – Aserejé
- 2002 – Kusha las payas
- 2006 – Un Blodymary

### Singoli ospite
- 2004 – Single (con Danny Losito)
- 2020 – Grisbi Summer Mania (con Valeria Rossi)